# Фрідріх Іммануель Нітгаммер
Фрідріх Філіп Іммануїл Нітгаммер (6 березня 1766 — 1 квітня 1848), пізніше Ріттер фон Нітгаммер — німецький богослов, філософ і лютеранський реформатор освіти.

## Біографія
Навчався в монастирі Маульбронн, а в 1784 році став студентом Тюбінгенського фонду, де познайомився з Фрідріхом Гельдерліном (1770—1843), Георгом Вільгельмом Фрідріхом Гегелем (1770—1831) та Фрідріхом Вільгельмом Йозефом Шеллінгом (1775—1854). У 1790 році він переїхав до Єни, де вивчав кантіанську філософію під керівництвом Карла Леонгарда Рейнгольда (1757—1823). Згодом він став доцентом філософії в Єнському університеті, де залишався до 1804 року. У 1806 році він був протестантським обершулкомісаром (адміністратором вищої школи) Франконії, а наступного року він став центральним комісаром освіти та членом протестантської генеральної консисторії Баварії .
У 1797 році разом з Йоганном Ґотлібом Фіхте (1762—1814) Нітгаммер був співредактором Philosophische Journal . У 1798 році журнал опублікував "Entwicklung des Begriffs der Religion " («Розвиток поняття релігії») Фрідріха Карла Форберга, есе, перед яким Фіхте написав «Підстави нашої віри в Божественне правління Всесвітом». Реакція на статтю включала звинувачення в атеїзмі, що викликало так званий Atheismusstreit (суперечка про атеїзм) 1798—1799 роках, подія, яка зрештою призвела до від'їзду Фіхте з Єни в 1799 році.
У 1808 році Нітгаммер опублікував роботу «Суперечка між філантропізмом і гуманізмом у теорії освіти нашого часу», яка була реакцією на філантропізм, освітню концепція[що?], яка була розроблена в епоху Просвітництва. Філантропізм цінував практичну та фізичну освіту і в основному відкидав механічне вивчення класичних творів. Нітгаммер погоджувався з філантропами в тому, що в освіті важлива певна автономія, але він вважав їхню філософію викладання надто крайньою[що?]. Він вважав, що почуття громадянськості та цивілізованості є життєво важливими в освіті дитини, і докладав зусиль, щоб поєднати найкраще від філантропізму з найкращим у гуманізмі, словом, яке він взяв від «гуманності» Цицерона.